# 구글 웨이브
구글 웨이브(Google Wave, 다른 이름: 아파치 웨이브/Apache Wave)는 실시간 온라인 협업 편집을 위한 소프트웨어 프레임워크이다. 구글은 원래 이 프레임워크의 이름을 "구글 웨이브"로 하여 개발하였다.
2009년 5월 27일 구글 I/O 콘퍼런스에서 발표되었다.

구글 웨이브는 웹 기반 컴퓨팅 플랫폼이자 통신 프로토콜로, 전자메일, 인스턴트 메신저, 위키, 소셜 네트워킹과 같은 통신 미디어의 주요 기능을 병합하기 위해 디자인되었다.
구글이 웨이브를 포기한 이후에는 아파치 인큐베이터로 옮겨졌으나, 2018년 1월 15일에 공식적으로 중단되었다.
이 시스템을 이용하는 통신은 동기나 비동기 방식으로 동작한다. 소프트웨어 확장은 문맥 맞춤법 검사, 기계 번역 등이다.

## 역사

### 이름의 기원
SF 텔레비전 시리즈 파이어플라이가 프로젝트의 이름을 결정하는데 영감을 주었다. 이 시리즈에서 "웨이브"는 전자 통신으로, 종종 영상전화나 비디오 메시지로 구성된다.

### 오픈 소스
구글은 소스 코드의 대부분을 오픈 소스 소프트웨어로 공개하여 대중이 확장 기능을 통해 기능을 개발할 수 있게 하였다.

## 같이 보기
- XMPP

## 참조
1. ↑  http://incubator.apache.org/projects/wave.html
2. ↑  Google Inc. (2009). “Google Wave Overview”. 2010년 4월 27일에 원본 문서에서 보존된 문서. May 2010에 확인함. [A] new web application for real-time communication and collaboration.
3. ↑  TechCrunch (May 28, 2009):
Google Wave Drips With Ambition. A New Communication Platform For A New Web.
4. 1 2 3 4  Google Inc. “I/O Conference Google Wave Keynote”.
5. ↑  Google Inc. “About Google Wave”.
6. ↑  “Google Wave Developer Blog”. Google.
7. 1 2  Cochrane, Nate (2009년 5월 29일). “Opinion: Google's wave drowns the bling in Microsoft's Bing”. IT News Australia. 2009년 6월 3일에 원본 문서에서 보존된 문서. 2009년 6월 3일에 확인함.